# Sether Mühle

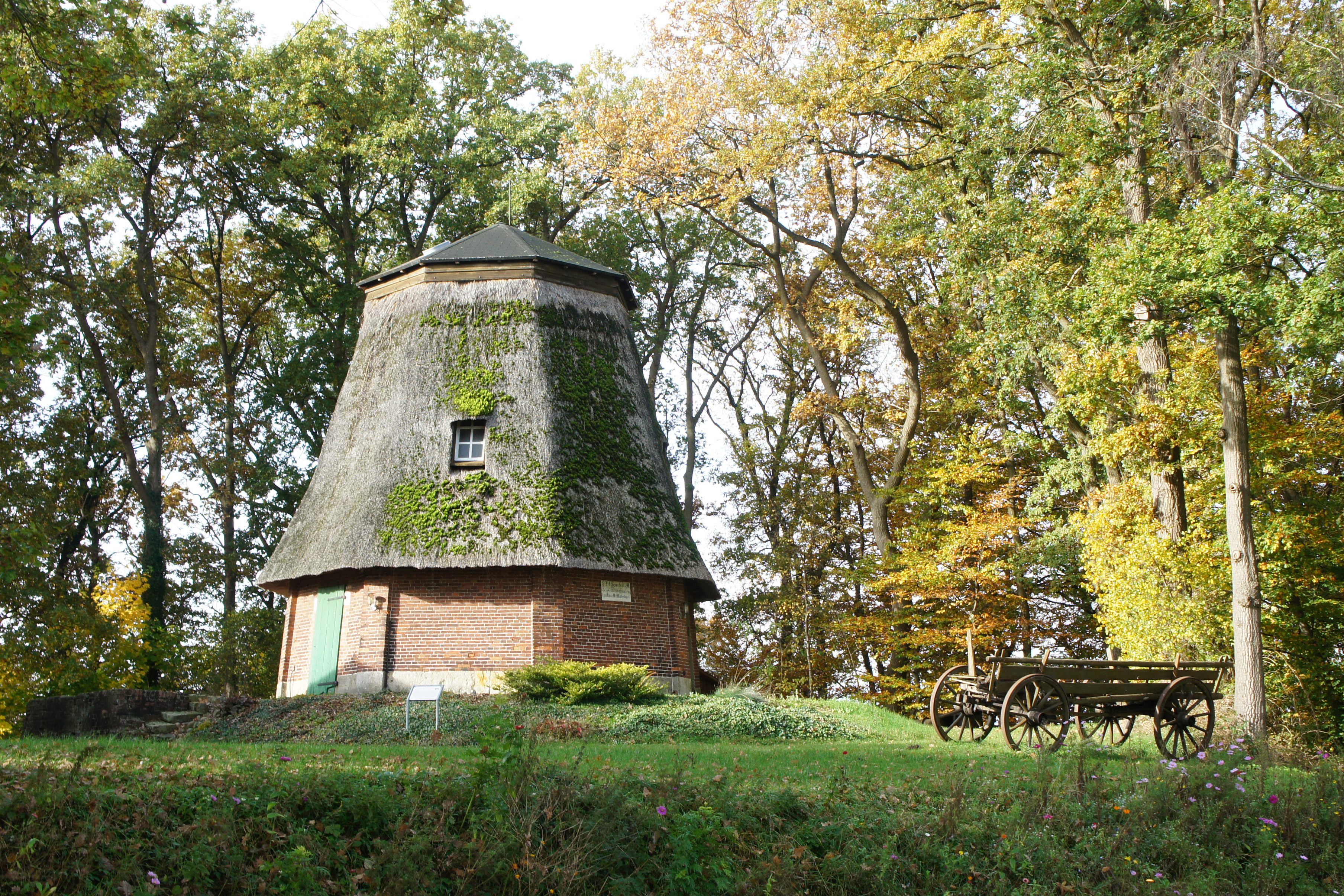
Die Sether Mühle (2021)

Die Sether Mühle in Prinzhöfte, Ortsteil Klein Henstedt, Samtgemeinde Harpstedt, Sether Mühle 2, stammt von 1851. 
Das Gebäude steht unter Denkmalschutz (Siehe auch Liste der Baudenkmale in Prinzhöfte).

## Geschichte
Eine erste Sether Mühle als Wassermühle entstand um 1660 am Grenzgraben zu Ganderkesee, in der Nähe zum heutigen Standort. Ab der Mitte des 19. Jahrhunderts war sie funktionsuntüchtig.
1851 (Inschrift in Sandsteinplatte) wurde deshalb eine reetgedeckte Erdholländer-Windmühle mit achteckigem Backstein-Unterbau auf Sandsteinsockel gebaut. Sie war bis 1932 im Betrieb und verlor bald danach ihre Flügel und später die Kappe. Besitzer und Dorfgemeinschaft haben den Rumpf 1986 saniert und setzen sich für eine Restaurierung ein.
Die Landesdenkmalpflege befand: „...geschichtliche Bedeutung ... als beispielhafte  Holländerwindmühle....“.
Die Sether Mühle ist Teil der Niedersächsischen Mühlenstraße.